# Russische Sprache
Die russische Sprache (Russisch, früher auch Großrussisch genannt; im Russischen: русский язык, [ˈru.skʲɪj jɪˈzɨk], deutsche Transkription: russki jasyk, wissenschaftliche Transliteration gemäß ISO 9:1968 russkij jazyk, Ausspracheⓘ) ist eine Sprache aus dem slawischen Zweig der indogermanischen Sprachfamilie. Mit insgesamt etwa 250 Millionen Sprechern, davon ca. 150 Millionen Muttersprachlern, ist sie eine der meistverbreiteten Sprachen Europas. Sie gilt als eine der Weltsprachen. Sie spielt die Rolle einer Lingua franca in Teilen des postsowjetischen Raums und hat in mehreren seiner Staaten den Status einer Amtssprache.
Die eng mit dem Belarussischen, Ukrainischen und Russinischen verwandte Sprache wird mit dem kyrillischen Alphabet geschrieben, wobei es bestimmte russische Erscheinungsformen gibt. Die russische Standardsprache beruht auf den mittelrussischen Mundarten der Gegend um Moskau. Sie ist die Originalsprache zahlreicher bedeutender Werke der Weltliteratur. Die Wissenschaft, die sich mit der russischen Sprache und der umfangreichen russischen Literatur beschäftigt, heißt Russistik.

## Verbreitung

Kenntnisse des Russischen in Russland und den Nachbarländern. Als Erbe der Sowjetzeit sind Kenntnisse des Russischen in Ost- und Mitteleuropa noch weit verbreitet, was zum Teil auch an den russischsprachigen Minderheiten, insbesondere im Baltikum liegt.
Offizielle Sprache (Streifen: Besetztes Gebiet)
Von >30 % der Bevölkerung als Erst- oder Zweitsprache gesprochen

Russisch wird (Stand 2006) von etwa 163,8 Millionen Menschen als Muttersprache gesprochen, von denen etwa 130 Millionen in Russland leben, weitere 26,4 Millionen in den GUS-Staaten und den baltischen Staaten, also in Nachfolgestaaten der Sowjetunion. Weitere etwa 7,4 Millionen Menschen leben in Ländern mit starker Immigration aus Russland und anderen Nachfolgestaaten der Sowjetunion, vor allem in Deutschland und anderen europäischen Ländern sowie den USA und Israel.
Es ist Amtssprache in Russland, Belarus (zusammen mit Belarussisch) und offizielle Sprache in Kasachstan (mit Kasachisch als Amtssprache) und Kirgisistan (mit Kirgisisch als Amtssprache). In der moldauischen autonomen Region Gagausien ist sie die regionale Amtssprache. In Tadschikistan genießt Russisch den offiziellen Status der „Sprache der zwischenethnischen Kommunikation“. Es ist auch eine der Amtssprachen in den separatistischen Regionen Transnistrien (zusammen mit Ukrainisch und Moldauisch), Südossetien (zusammen mit Ossetisch), Abchasien (zusammen mit Abchasisch), Donezk und Lugansk. Dort ist es sowohl Muttersprache eines Teiles der Bevölkerung als auch Sprache eines großen Teils des öffentlichen Lebens.
Daneben gibt es russischsprachige Minderheiten in allen GUS-Staaten und im Baltikum sowie zum Teil erhebliche Zahlen von russischsprachigen Emigranten in westlichen Industrieländern. In Finnland ist Russisch mit 49.000 und damit knapp 1 % Sprechern die größte Minderheitssprache. In Deutschland, wo die größte Zahl russischer Muttersprachler außerhalb der ehemaligen Sowjetunion lebt, ist Russisch mit rund drei Millionen Sprechern die nach Deutsch (und noch vor Türkisch) am zweithäufigsten gesprochene Sprache. (Siehe hierzu Russischsprachige Bevölkerungsgruppen in Deutschland.) In Israel bilden die etwa eine Million russischsprachigen Einwanderer etwa ein Sechstel der Bevölkerung und damit die drittgrößte Sprechergruppe nach denen des Hebräischen und Arabischen. In den Vereinigten Staaten leben über 700.000 russische Muttersprachler, davon über 200.000 in New York, und in Kanada rund 160.000, jedoch gibt es in beiden Ländern viele deutlich größere Sprachminderheiten.
Die russische Sprache ist ebenso eine verbreitete Sprache für Wissenschaft, Kunst und Technik. Russisch ist die vierthäufigste Sprache, aus der Bücher in andere Sprachen übersetzt werden, und die siebthäufigste Sprache, in die Bücher übersetzt werden. 2013 war Russisch die zweithäufigste Sprache des Internets, kurz vor Deutsch und mit weitem Abstand nach Englisch.
| Die russischsprachige Welt |
| Die russischsprachige Welt |

## Geschichte

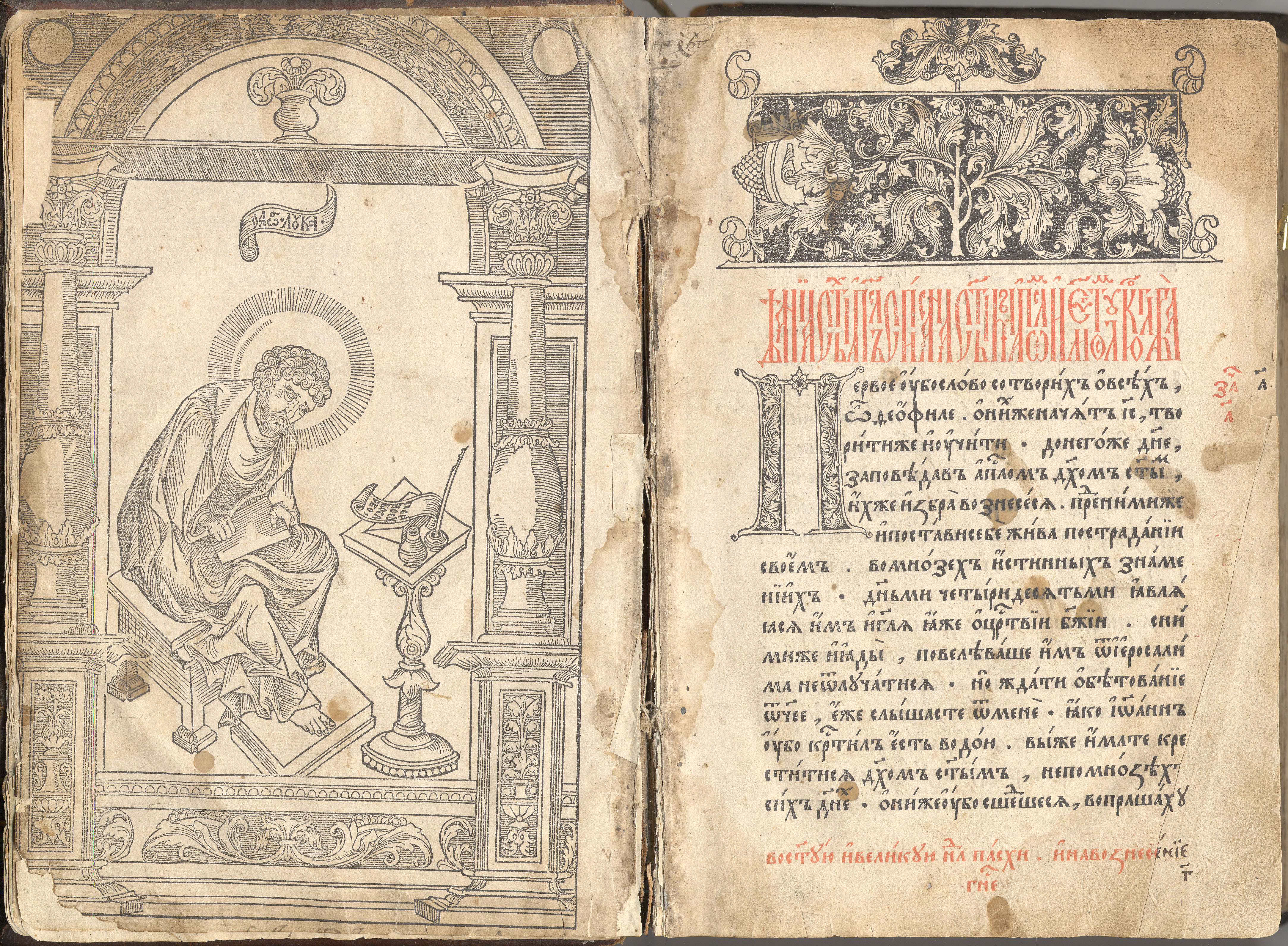
Der Apostel (1563), das erste gedruckte Buch auf Russisch

Russisch entwickelte sich aus der altostslawischen (altrussischen) Sprache, die in der Kiewer Rus und ihren Nachfolgefürstentümern gesprochen wurde. Diese wurde wahrscheinlich ursprünglich von den Kiew naheliegender Stämmen gesprochen und verdrängte später im Rahmen der Rus weiter nördlicher gelegene Ausprägungen wie den Altnowgoroder Dialekt. Im späten Mittelalter spaltete sich die altostslawische Sprache aufgrund der politischen Teilung der Rus in die russische und die ruthenische Sprache auf, die eine wichtige Rolle im Großfürstentum Litauen spielte. Im Gegensatz zum Ruthenischen wurde Russisch signifikant von der Liturgiesprache Kirchenslawisch beeinflusst und weist heute infolge dieser Entwicklung einige Gemeinsamkeiten mit südslawischen Sprachen auf. Im 18. Jahrhundert wurde die russische Literatursprache von Schriftstellern wie Antioch Kantemir, Michail Lomonossow und Wassili Trediakowski reformiert, im 19. Jahrhundert wurde sie vor allem vom Nationaldichter Alexander Puschkin geprägt und bekam ihr modernes stilistisches Gesicht.
Die russische Rechtschreibreform von 1918 änderte gewisse Aspekte der Schreibweise und beseitigte einige archaische Buchstaben des russischen Alphabets. Durch den Sieg im Zweiten Weltkrieg gewann die Sowjetunion erheblich an Prestige und weltpolitischem Gewicht, womit auch das Russische einen starken Bedeutungszuwachs und den vorläufigen Höhepunkt seiner Verbreitung erlebte. Russisch wurde in Ländern des Ostblocks als erste Fremdsprache an Schulen unterrichtet. Nach dem Ende des Realsozialismus ist die Bedeutung der russischen Sprache in Ostmitteleuropa stark gesunken. In den vergangenen Jahren ist jedoch wieder eine Tendenz hin zum häufigeren Erlernen der russischen Sprache feststellbar.

## Alphabet
|     | Russisches Alphabet \| А а \| Б б \| В в \| Г г \| Д д \| Е е \| Ё ё \| \| Ж ж \| З з \| И и \| Й й \| К к \| Л л \| М м \| \| Н н \| О о \| П п \| Р р \| С с \| Т т \| У у \| \| Ф ф \| Х х \| Ц ц \| Ч ч \| Ш ш \| Щ щ \| Ъ ъ \| \| Ы ы \| Ь ь \| Э э \| Ю ю \| Я я \| \| \| |     |     |     |     |     |
| А а | Б б | В в | Г г | Д д | Е е | Ё ё |
| Ж ж | З з | И и | Й й | К к | Л л | М м |
| Н н | О о | П п | Р р | С с | Т т | У у |
| Ф ф | Х х | Ц ц | Ч ч | Ш ш | Щ щ | Ъ ъ |
| Ы ы | Ь ь | Э э | Ю ю | Я я |     |     |

Russisch wird mit dem russischen Alphabet geschrieben (russ. русский алфавит/russki alfawit oder русская азбука/russkaja asbuka), das dem (alt)kyrillischen Alphabet (russ. кириллический алфавит/kirillitscheski alfawit oder кириллица/kirilliza) entstammt.
Seit der letzten Rechtschreibreform im Jahre 1918 besteht das russische Alphabet aus 33 Buchstaben. Davon dienen 10 Buchstaben zur Wiedergabe der Vokale, und zwar: а, е, ё, и, о, у, ы, э, ю und я. Die übrigen 23 Buchstaben werden zur Wiedergabe von Konsonanten verwendet, wobei die Buchstaben ъ und ь nicht zur Nachbildung bestimmter, eigenständiger Laute, sondern als Indikatoren für die Härte oder Weichheit vorangehender Konsonanten dienen (mehr dazu siehe unter: Russische Phonetik).

## Phonetik und Phonologie
Die phonetische Struktur der modernen russischen Standardsprache zählt 42 bedeutungsunterscheidende Einzellaute (Phoneme), die sich wiederum in 6 Vokal- und 36 Konsonantenlaute aufteilen lassen. Das umfangreiche Phoneminventar des Russischen erklärt sich durch eine für slawische Sprachen typische Besonderheit der Aussprache, und zwar werden die meisten russischen Konsonanten sowohl hart als auch weich (palatalisiert) ausgesprochen. Hierbei handelt es sich aber nicht um Allophone, sondern um einzelne Phoneme, denn jede dieser Aussprachevarianten ist bedeutungsunterscheidend. Einige russische Dialekte haben einen spezifischen Phonembestand, in dem einige Konsonanten vorwiegend hart beziehungsweise palatalisiert oder etwas anders (z. B. guttural) ausgesprochen werden.
Die Aussprache russischer Vokale und Konsonanten variiert in Abhängigkeit davon, welche Position sie in einem Wort einnehmen. Dabei unterscheidet man bei Vokalen zwischen einer betonten und einer unbetonten Position. So wird beispielsweise das „o“ als [ɔ] in betonter und als [a] oder [ə] in unbetonter Position ausgesprochen. Die Aussprache vieler russischer Konsonanten wird wiederum durch andere, ihm nachfolgende Konsonanten bestimmt. So werden unter anderem alle stimmhaften Konsonanten nicht nur am Wortende stimmlos ausgesprochen, sondern auch dann, wenn sie einem anderen stimmlosen Konsonanten vorangehen.
Im Unterschied zum Deutschen ist die Länge der Vokale im Russischen weder bedeutungsunterscheidend (wie z. B. in Wall – Wahl) noch für die richtige Aussprache eines Wortes ausschlaggebend. Die betonten Vokale werden in der Regel halblang ausgesprochen. Die unbetonten Vokale sind dagegen kurz und unterscheiden sich häufig von den entsprechenden betonten Vokalen auch qualitativ. So wird das unbetonte o stets zu einem (kurzen) a (sog. аканье, akanje); das unbetonte e oder я geht deutlich in Richtung i (иканье, ikanje). Beispiele: молоко (Moloko, Milch) /məlaˈkɔ/ пятнадцать (Pjatnadzat, fünfzehn) /pʲitˈnatsɨtʲ/ земля (Semlja, Land) /zʲimˈlʲa/. Sowohl Doppelvokale als auch zwei unterschiedliche, aufeinander folgende Vokale werden in der Regel als einzelne Laute ausgesprochen (wie z. B. in Kooperation, aktuell, Museum, geimpft). Ausnahmen hierfür sind die mit dem й (и краткое, i kratkoje = kurzes i, vergleichbar mit deutschem j) gebildeten Diphthonge: ой (betont) = wie eu/äu im Deutschen, ай = ei/ai im Deutschen. Auch wird die Verbindung ао/ау gelegentlich in Fremdwörtern zu einem Diphthong: Фрау (Frau als Anrede einer dt. Staatsbürgerin). Das е (je) wird vor palatalisierten Konsonanten in der Regel zu einem geschlosseneren Vokal [e]: кабинет (Kabinett, Studien-, Arbeitszimmer) /kabʲiˈnʲɛt/, hingegen в кабинете (w kabinete, im Arbeitszimmer) /fkabʲiˈnʲetʲɛ/ Andere Beispiele hierfür: университет (Uniwersitet, Universität), газета (Gaseta, Zeitung).

### Vokale
Die russische Sprache besitzt in der betonten Silbe 6 Monophthonge (ɨ wird aber oft als ein Allophon des i beachtet).
|             | vorne | zentral | hinten |
| ----------- | ----- | ------- | ------ |
| geschlossen | i     | ɨ       | u      |
| mittel      | e     |         | o      |
| offen       |       | a       |        |

In unbetonten Silben entfällt in der Aussprache allerdings die mittlere Reihe mit e und o, da e entweder mit i (so meist) oder a (in Flexionsendungen) und o immer mit a zusammenfällt. In Folge davon sind zum Beispiel bei Adjektiven die feminine Form (geschrieben -ая [-aja]) und die neutrale Form (geschrieben -ое [-oje]) lautlich meist nicht zu unterscheiden. Die Schrift lässt davon nichts erkennen; es gibt auch Dialekte, in denen die unbetonten Vokale zum Teil noch besser als in der Standardsprache differenziert werden.

### Konsonanten
Die Russische Sprache hat 36 Konsonanten. Davon treten 16 in Paaren mit einem palatalisierten und einem nicht palatalisierten Laut auf. Die Laute /⁠ts⁠/, /tɕ/, /⁠ʐ⁠/ und /⁠j⁠/ verfügen über kein genaues Gegenstück.
Die Tabelle enthält von jedem Konsonantenpaar nur die nicht palatalisierte Variante.
|               | bilabial | labio- dental | alveolar | post- alveolar | palatal | velar |
| ------------- | -------- | ------------- | -------- | -------------- | ------- | ----- |
| Plosive       | p b      |               | t d      |                |         | k g   |
| Affrikaten    |          |               | ts       | tɕ             |         |       |
| Nasale        | m        |               | n        |                |         |       |
| Vibranten     |          |               | r        |                |         |       |
| Frikative     |          | f v           | s z      | ʂ ʐ            |         | x     |
| Approximanten |          |               |          |                | j       |       |
| Laterale      |          |               | l        |                |         |       |

Quelle: SAMPA für Russisch

### Wortbetonung
Die Betonung eines Wortes (der Wortakzent) hat im Russischen eine wichtige und häufig eine sinnunterscheidende Bedeutung. Falsch betonte Wörter können zu Verständnisschwierigkeiten führen, insbesondere dann, wenn sie aus dem sprachlichen Kontext isoliert oder einzeln ausgesprochen werden. In der sprachwissenschaftlichen Literatur wird die russische Wortbetonung unter anderem als „frei“ und „beweglich“ bezeichnet. So werden zum Beispiel durch die Verlagerung der Betonung innerhalb einiger russischer Wörter ihre unterschiedlichen Flexionsformen gebildet.

### Intonation
In der Russisch-Didaktik werden sieben verschiedene Intonationskonstruktionen (интонационные конструкции (Intonazionnyje Konstrukzii)) unterschieden, die mit ИК-1 bis ИК-7 bezeichnet werden und verschiedene Arten von Aussage- und Fragesätzen kennzeichnen.

## Grammatik
Wie die meisten slawischen Sprachen ist auch das Russische stark flektierend. In einer flektierenden Sprache ändert sich die Gestalt eines Wortes innerhalb diverser grammatischer Kategorien, und zwar einerseits durch Hinzufügung von Affixen (schwache oder äußere Flexion) oder durch Veränderung des Wortstammes (starke oder innere Flexion). Für das Russische sind beide Flexionsarten charakteristisch. Im Falle der starken Flexion verändert sich der Stamm vieler russischer Wörter bei deren Beugung (Deklination, Konjugation) und Komparation, und zwar durch Ablaut (z. B.: мыть (Myt) – мою (Moju), жевать (Schewat)– жуёт (Schujot)), Konsonantenwechsel (z. B.: возить (Wosit) – вожу (Woschu)) oder durch Hinzufügen oder Wegfall der Stammvokale (z. B.: брать (Brat)– беру (Beru), один (Odin) – одна (Odna)). Dabei können die Attribute der schwachen und der starken Flexion jeweils einzeln oder in Kombination miteinander auftreten (z. B.: жечь (Schetsch)– жёг (Schjog)– жгу (Schgu)).

### Wortarten und deren grammatische Kategorien
Wie im Deutschen werden im Russischen Substantive, Adjektive und Pronomen nach Kasus, Genus und Numerus gebeugt und Adverbien nur gesteigert. Russische Verben werden hingegen nicht nur nach Tempus und Numerus, sondern in der Vergangenheitsform auch nach Genus gebeugt. Wie im Deutschen werden im Russischen auch Eigennamen (Personen-, Städte-, Ländernamen u. ä.) und Zahlwörter gebeugt. Dafür kennt das Russische weder bestimmte noch unbestimmte Artikel. Für die Anzeige von Kasus, Genus und Numerus treten stattdessen zahlreiche Suffixe auf. Bei einer kleinen Gruppe russischer Wörter können grammatische Kategorien durch Verlagerung der Wortbetonung von einer auf die andere Silbe gebildet werden (mehr dazu siehe unter: Wortbetonung in der russischen Sprache). Weitere Wortarten im Russischen sind Präpositionen, Konjunktionen, Fragewörter, Interjektionen, Frage- und Modalpartikeln sowie die Verbpartikel „бы“. In einem Satz bleiben sie, außer den Fragewörtern кто (kto), что (tschto), чей (tschej) und какой (kakoj), immer ungebeugt.

#### Substantive
Das Russische kennt drei grammatische Geschlechter und sechs grammatische Fälle (Kasus). Wie in anderen slawischen Sprachen existiert auch im Russischen eine Kategorie der Belebtheit. So wird bei der Deklination innerhalb der grammatischen Geschlechter weiterhin nach belebten (d. h. Lebewesen) und unbelebten (d. h. Sachen) Substantiven unterschieden. Dies bezieht sich jedoch nur auf die Akkusativbildung. Entscheidend hierbei ist das grammatikalische Geschlecht des Substantivs, nicht das tatsächliche Geschlecht des bezeichneten Lebewesens. Bei grammatikalisch maskulinen oder sächlichen Substantiven, die etwas Belebtes bezeichnen, folgt im Akkusativ die Endung des jeweiligen Genitivs. Dies trifft auch auf belebte Feminina im Plural zu. Bei allen unbelebten Maskulina und Neutra fallen hingegen Akkusativ und Nominativ zusammen. Die Kategorie der Belebtheit hat schließlich im Russischen keine Relevanz für Feminina im Singular, da diese eine gesonderte Akkusativform (-y) haben.

#### Verben
Eine Besonderheit der russischen Verben besteht darin, dass sie zwei unterschiedliche Formen haben, um eine Handlung im Zeitgeschehen als vollendet oder unvollendet zu spezifizieren. In der sprachwissenschaftlichen Literatur wird diese verbale Kategorie als Aspekt bezeichnet (mehr dazu siehe unter: Der Aspekt in den slawischen Sprachen, Verlaufsform).

### Tempus
Im Unterschied zu anderen indogermanischen Sprachen, zum Beispiel dem Deutschen, gibt es in der russischen Standardsprache anstatt sechs nur drei Zeiten. Die Vergangenheitsform wird häufig analog zur deutschen Grammatik als Präteritum bezeichnet. Diese Bezeichnung ist lediglich auf die Art und Weise, wie die Vergangenheitsform russischer Verben gebildet wird, zurückzuführen. Diese erfolgt ausschließlich durch Änderung der Gestalt eines Verbs, wie etwa durch Anhängen spezifischer Suffixe. Die Zeitformen, die im Deutschen durch die Nutzung der Hilfsverben „haben“ oder „sein“ gebildet werden, entfallen völlig.

### Syntax (Satzbildung)
Da das Russische stark flektierend ist, sind die gebeugten Formen vieler russischen Wörter oft einzigartig und entsprechen jeweils nur einer bestimmten grammatischen Kategorie. Deshalb ist die Verknüpfung einzelner Satzglieder im Russischen nicht so streng geregelt wie im Deutschen. So muss das Subjekt nicht notwendigerweise unmittelbar vor oder nach dem Prädikat gesetzt werden, ein Aussagesatz kann mit dem Prädikat anfangen oder enden. Innerhalb kurzer Sätze oder einzelner, geschlossener Satzteile kann die Wortfolge oft dennoch nicht willkürlich stark variieren, ohne dabei die Satzsemantik zu verändern. Insbesondere in der Poesie wird dieses besondere Merkmal der russischen Syntax häufig verwendet, indem Sätze zuweilen durch eine unübliche Umstellung der Wörter gebildet werden und somit die Reimfindung erleichtern. Einige Unterschiede zwischen den Satzbildungsregeln im Deutschen und im Russischen können durch folgende Beispiele veranschaulicht werden:
- Im deutschen Satz „Maria fragt Jan“ wird die Satzsemantik durch die Reihenfolge Subjekt, Prädikat, Akkusativobjekt mitbestimmt. Die Substantive, in diesem Fall die Eigennamen Maria und Jan, weisen keine grammatischen Merkmale auf, die sie als Subjekt beziehungsweise Akkusativobjekt erkennen lassen. Deshalb ändert sich normalerweise die Bedeutung des Satzes, sobald man die beiden Substantive miteinander vertauscht: „Jan fragt Maria.“ Allerdings kann dies eingeschränkt werden durch den Kontext oder insbesondere in der mündlichen Rede durch die Betonung. „Nicht den dummen August, sondern den Jan fragt Maria.“ Im Russischen lassen sich die beiden Substantive durch ihre Flexionsformen eindeutig als Subjekt beziehungsweise Akkusativobjekt erkennen. Die Bedeutung des Satzes „Мария спрашивает Яна“ Marija spraschiwajet Jana („Maria fragt Jan“) wird im Russischen also nicht durch die Reihenfolge der Satzglieder, sondern durch deren Flexionsformen bestimmt. Deshalb ändert sich die Satzsemantik durch die Umstellung der Satzglieder nicht. Im russischen Satz wird immer Maria die Fragende und Jan der Gefragte sein und nicht umgekehrt: „Мария спрашивает Яна“ Marija spraschiwajet Jana oder „Мария Яна спрашивает“ Maria Jana spraschiwajet oder „Яна Мария спрашивает“ Jana Marija spraschiwajet oder „Яна спрашивает Мария“ Jana spraschiwajet Marija. Will man im Russischen sagen, dass Jan Maria fragt, muss man die Flexionsformen der beiden Substantive ändern: „Ян спрашивает Марию“ Jan spraschiwajet Mariju.

- Im deutschen Satz „Ich liebe dich“ muss das Prädikat immer an der zweiten Stelle stehen. Im russischen Satz kann es entweder an der zweiten oder an der letzten Stelle sein: „Я люблю тебя“ Ja ljublju tebja beziehungsweise „Я тебя люблю“ Ja tebja ljublju. Wird das Prädikat an die erste Stelle im Satz gesetzt, so leitet es im Russischen nicht eine Frage ein, sondern hebt lediglich die Handlung hervor und betont das Empfinden des Liebesgefühls: „Люблю я тебя“ Ljublju ja tebja („Ich liebe dich doch“). Will man dagegen die geliebte Person in den Vordergrund rücken, kann man auch „Тебя я люблю“ Tebja ja ljublju sagen („Du bist die/derjenige, die/den ich liebe“).

Außerdem muss ein vollständiger russischer Satz nicht unbedingt ein Subjekt und ein Prädikat besitzen (es darf jedoch nicht beides fehlen). Fehlt das Subjekt, so wird es in der deutschen Übersetzung durch das Personalpronomen ergänzt, das vom Prädikat festgelegt ist. Bsp. „Иду домой“ Idu domoj („Ich gehe nach Hause“, wörtlich: „Gehe nach Hause“). In Sätzen ohne Prädikat wird im Deutschen die Präsensform von sein benutzt. Bsp. „Он врач“ On wratsch („Er ist Arzt“, wörtlich: „Er Arzt“).

## Sprachbeispiel
Allgemeine Erklärung der Menschenrechte, Artikel 1:
Все люди рождаются свободными и равными в своём достоинстве и правах. Они наделены разумом и совестью и должны поступать в отношении друг друга в духе братства.

Wse ljudi roschdajutsja swobodnymi i rawnymi w swojom dostoinstwe i prawach. Oni nadeleny rasumom i sowestju i dolschny postupat w otnoschenii drug druga w duche bratstwa.
Alle Menschen sind frei und gleich an Würde und Rechten geboren. Sie sind mit Vernunft und Gewissen begabt und sollen einander im Geist der Brüderlichkeit begegnen.

## Dialekte

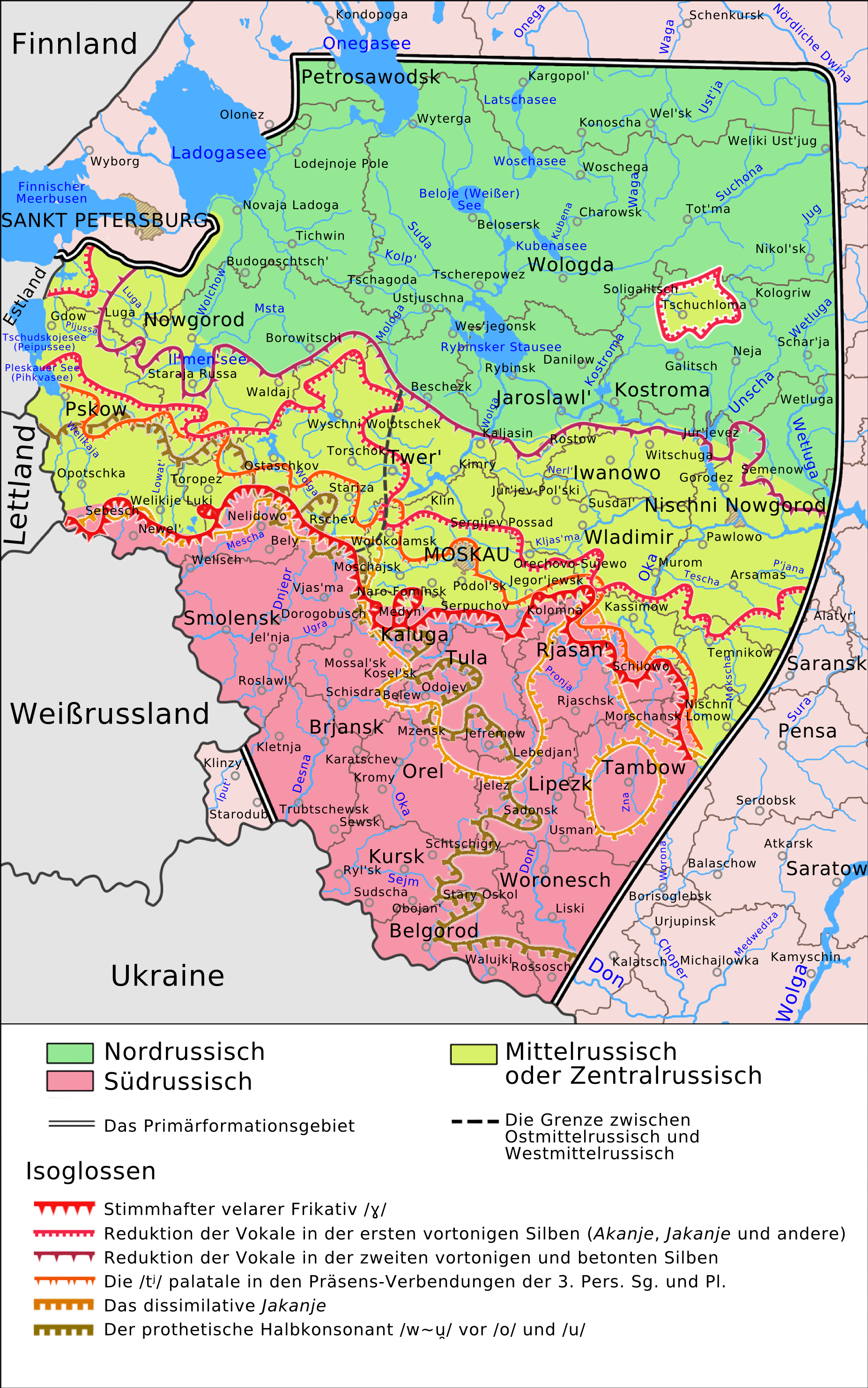

Man unterscheidet im europäischen Teil Russlands drei sprachlich unterschiedliche Gebiete: Nord-, Mittel- und Südrussland. Die Gebiete unterteilen sich ferner in einzelne Dialekte. Generell sind die Dialekte im Russischen aber trotz großer Entfernungen weitaus weniger ausgeprägt als etwa im deutschen oder französischen Sprachraum. Unterschiede in der Aussprache liegen nirgendwo im russischen Sprachraum so weit auseinander, dass sich zwei Sprecher nicht verstehen könnten.

### Nordrussisch
Nordöstlich einer Linie vom Ladogasee über Nowgorod und Jaroslawl bis Joschkar-Ola. Diese Mundart kennzeichnet sich durch ein klar ausgesprochenes unbetontes „o“ (оканье – Okanje), ein gutturales „g“ und ein hartes „t“ als Verbalendung.
- Mundartengruppe von Ladoga und Tichwin
- Mundartengruppe von Kostroma
- Mundartengruppe von Wologda
- Mundartengruppe von Onega
- Mundarten von Belosersk

### Mittelrussisch
Die Nördliche Grenze verläuft von Sankt Petersburg über Nowgorod und Iwanowo bis Nischni Nowgorod und Tscheboksary, die südliche von Welikije Luki über Moskau bis Pensa. Dieses Gebiet zeigt sowohl nördliche als auch südliche Sprachzüge. Im Westen ist das unbetonte „o“ ein „o“, im Osten ein „a“ (аканье – Akanje).
- Westmittelrussisch von Pskow
- Westmittelrussisch von Nowgorod
- Ostmittelrussisch von Moskau und Umgebung
- Ostmittelrussisch von Jegorjewsk und Umgebung
- Ostmittelrussisch von Temnikow und Umgebung
- Ostmittelrussisch vom Wolga-Wladimir-Gebiet

### Südrussisch
Im Bereich südlich von Welikije Luki über Rjasan bis Tambow. Hier spricht man das unbetonte „o“ als „a“, ein frikatives „g“ und ein weiches „t“ als Verbalendung.
- Mundart von Rjasan und Don
- Mundartengruppe von Dnepr und Düna
- Mundart von Kursk–Orjol–Belgorod

## Mischsprachen
Es gab und gibt einige natürlich entstandene Mischsprachen mit dem Russischen. Bekannteste Vertreter sind die Mischungen mit den nah verwandten Sprachen Ukrainisch (Surschyk) und Belarussisch (Trassjanka).
Innerhalb der Sowjetunion vermischte es sich einst auch mit den isolierten Sprachen sibirischer und asiatischer Völker Russlands. An dessen Arktis-Grenzen zu Norwegen wurde häufig Russenorsk gesprochen, nach der Oktoberrevolution 1917 kam die Sprache außer Gebrauch. Im Fernen Osten wiederum brachte der Kontakt mit Chinesen Kjachta-Russisch hervor. Diese Mischsprachen sind heute weitgehend außer Gebrauch geraten.

## Russische Lehnwörter im Deutschen
Das Russische hat eine ganze Reihe von Wörtern aus dem Deutschen entlehnt (siehe: Deutsche Wörter im Russischen). Darüber hinaus sind auch einige russische Wörter in die deutsche Sprache eingegangen (siehe auch: Sprachgebrauch in der DDR).
- Apparatschik – аппарaтчик „Person des Apparats“
- Barsoi – борзая (Borsaja) „Windhund“
- Bolschewik (eingedeutscht auch Bolschewist) – большевик „Mehrheitler“
- Datsche – дача (Datscha) „Landhaus“
- Kolchos – колхоз „landwirtschaftliche Produktionsgenossenschaft“
- Kosaken – казаки (Kasaki)
- Lunochod – Луноход „Mondfahrzeug“
- Matrjoschka – матрёшка „Matrjoschka“
- Perestroika – перестройка „Umbau“
- Pogrom – погром „Vernichtung, Vertreibung“
- Sowjet, sowjetisch usw. – совет „Rat, Ratschlag“
- Sputnik – спутник „Wegbegleiter; Satellit, Trabant“
- Steppe – степь (Step) „Steppe“
- Subbotnik – субботник von суббота (Subbota) „Samstag“
- Troika – тройка (Trojka) „Dreiergespann“
- Wodka – водка „Wodka; jegliche hochprozentige Spirituose“ (wörtlich „Wässerchen“)
- Zobel – соболь (Sobol) „Zobel“

Lehnübersetzungen sind unter anderem Kulturhaus (дом культуры, Dom kultury) und Zielstellung statt Zielsetzung (целевая установка, Zelewaja ustanowka).